# 카도르나집박쥐
카도르나집박쥐(Hypsugo cadornae)는 애기박쥐과에 속하는 박쥐의 일종이다. 인도와 라오스, 미얀마, 태국 그리고 베트남에서 발견된다.

## 어원
종소명은 발견자가 제1차 세계 대전 동안 이탈리아군의 참모총장으로 활약한 이탈리아 육군 원수 루이지 카도르나의 이름을 따서 지었다.

## 특징
작은 박쥐로 몸통 길이가 47~52.5mm이고 전완장은 33~37mm, 꼬리 길이는 34~49mm이다. 발 길이는 6.5~7mm이고 귀 길이는 12.5~15mm이다. 털이 짧다. 등 쪽 털은 불그스레한 갈색인 반면에 배 쪽은 좀더 연한 색을 띤다. 귀는 상당히 크고 넓으며 삼각형 모양으로 끝이 둥글다. 이주는 비교적 짧고 넓다.

## 생태
동굴 속에 은신하는 것으로 추정된다. 먹이는 곤충이다.

## 분포 및 서식지
인도 시킴주와 서벵골주, 미얀마 북부와 동부. 태국 북부, 베트남, 라오스, 캄보디아 북동부, 중국 광둥성에 널리 분포한다. 해발 최대 1,000m 이하의 건조 대나무 숲과 건조 딥테로카르푸스 숲, 교란 숲에서 서식한다.